# Pindus Mons
Pindus Mons (Muntele Pindului) este un munte marțian aflat în regiunea Tempe Terra. Acesta are un diametru de 17 kilometri. Denumirea sa a fost aprobată în 1991.

## Vezi și
- Lista munților de pe Marte